# فو ۴۳۳۴
سیارک ۴۳۳۴ (به انگلیسی: 4334 Foo، نامگذاری:1983RO3) چهار هزار و سیصد و سی و چهارمین سیارک کشف شده‌است که در ۲ سپتامبر ۱۹۸۳ کشف شد.
قدر مطلق سیارک برابر ۳۶.۶ است.